# Stora Övertjärnen
Stora Övertjärnen är en sjö i Falu kommun i Dalarna och ingår i Dalälvens huvudavrinningsområde. Sjön är 12 meter djup, har en yta på 0,0642 kvadratkilometer och befinner sig 285,2 meter över havet.

## Delavrinningsområde
Stora Övertjärnen ingår i det delavrinningsområde (672342-150513) som SMHI kallar för Mynnar i 672385-150235. Medelhöjden är 225 meter över havet och ytan är 13,04 kvadratkilometer. Det finns inga avrinningsområden uppströms utan avrinningsområdet är högsta punkten. Vattendraget som avvattnar avrinningsområdet har biflödesordning 4, vilket innebär att vattnet flödar genom totalt 4 vattendrag innan det når havet efter 226 kilometer. Avrinningsområdet består mestadels av skog (84 procent). Avrinningsområdet har 0,06 kvadratkilometer vattenytor vilket ger det en sjöprocent på 0,5 procent. Sjön ingår i Hinsen-Logärdens fiskevårdsområde och i sjön finns bl.a. abborre och regnbåge.